# Diskografija Kurupta
Diskografija američkog repera Kurupta sastoji se od 6 studijskih albuma, 2 kompilacije, 6 kolaboracijskih albuma, te 10 singlova.

## Albumi

### Studijski albumi
| Godina | Album                                                                                         | Završne pozicije na top ljestvicama | Završne pozicije na top ljestvicama | Završne pozicije na top ljestvicama | Završne pozicije na top ljestvicama |
| Godina | Album                                                                                         | SAD                                 | SAD R&B                             | SAD Rap                             | SAD Ind                             |
| ------ | --------------------------------------------------------------------------------------------- | ----------------------------------- | ----------------------------------- | ----------------------------------- | ----------------------------------- |
| 1998.  | Kuruption! - Objavljeno: 1. rujna 1998. - Diskografska kuća: Antra, A&M                       | 8                                   | 4                                   | *                                   | —                                   |
| 1999.  | Tha Streetz Iz a Mutha - Objavljeno: 16. studenog 1999. - Diskografska kuća: Antra            | 31                                  | 5                                   | *                                   | —                                   |
| 2001.  | Space Boogie: Smoke Oddessey - Objavljeno: 10. srpnja 2001. - Diskografska kuća: Antra        | 10                                  | 5                                   | *                                   | 1                                   |
| 2004.  | Against tha Grain - Objavljeno: 7. rujna 2004. - Diskografska kuća: Death Row, Koch           | 60                                  | 20                                  | 11                                  | 8                                   |
| 2006.  | Same Day, Different Shit - Objavljeno: 20. lipnja 2006. - Diskografska kuća: D.P.G.           | —                                   | 59                                  | —                                   | —                                   |
| 2010.  | Streetlights - Objavljeno: 20. travnja 2010. - Diskografska kuća: Fontana, Universal, Penagon | 183                                 | 38                                  | 19                                  | 37                                  |

### Kompilacije
| Godina | Album                                                                          |
| ------ | ------------------------------------------------------------------------------ |
| 2005.  | Originals - Objavljeno: 15. ožujka 2005. - Diskografska kuća: 101 Distribution |
| 2010.  | Down and Dirty - Objavljeno: 9. veljače 2010. - Diskografska kuća: WideAwake   |

### Suradnje
| Godina | Album | Završne pozicije na top ljestvicama | Završne pozicije na top ljestvicama | Završne pozicije na top ljestvicama | Završne pozicije na top ljestvicama |
| Godina | Album | SAD                                 | SAD R&B                             | SAD Rap                             | SAD Ind                             |
| ------ | --- | ----------------------------------- | ----------------------------------- | ----------------------------------- | ----------------------------------- |
| 2003.  | The Horsemen Project (zajedno s The HRSMN) - Objavljeno: 1. listopada 2003. - Diskografska kuća: Think Differently, Proverbs | —                                   | —                                   | *                                   | —                                   |
| 2007.  | Digital Smoke (zajedno s J. Wells) - Objavljeno: 5. lipnja 2007. - Diskografska kuća: Bonzi, Fontana                         | —                                   | —                                   | —                                   | —                                   |
| 2008.  | The Frank and Jess Story (zajedno s Roscoe) - Objavljeno: 2008. - Diskografska kuća: High Powered                            | —                                   | 82                                  | —                                   | —                                   |
| 2009.  | BlaQKout (zajedno s DJ Quik) - Objavljeno: 9. lipnja 2009. - Diskografska kuća: Mad Science, Fontana                         | 61                                  | 11                                  | 6                                   | 9                                   |
| 2009.  | Tha Tekneek Files (zajedno s Roscoe) - Objavljeno: 2. listopada 2009. - Diskografska kuća: All Day                           | —                                   | —                                   | —                                   | —                                   |
| 2011.  | The End is Near (zajedno s The HRSMN) - Objavljeno: 2011. - Diskografska kuća: Think Differently                             | —                                   | —                                   | —                                   | —                                   |

### EP-ovi
| Godina | Album                                                                                      |
| ------ | ------------------------------------------------------------------------------------------ |
| 2007.  | Against tha Grain E.P. - Objavljeno: 7. svibnja 2007. - Diskografska kuća: Death Row, Koch |

## Singlovi

### Kao vodeći izvođač
| Godina | Singl                                               | Pozicije na top ljestvicama | Pozicije na top ljestvicama | Pozicije na top ljestvicama | Album                        |
| Godina | Singl                                               | SAD                         | SAD R&B                     | SAD Rap                     | Album                        |
| ------ | --------------------------------------------------- | --------------------------- | --------------------------- | --------------------------- | ---------------------------- |
| 1998.  | "We Can Freak It" (featuring Baby S & Andre Wilson) | —                           | 89                          | —                           | Kuruption!                   |
| 1999.  | "Girls All Pause" (featuring Nate Dogg & Roscoe)    | —                           | 62                          | —                           | Tha Streetz Iz a Mutha       |
| 2000.  | "Who Ride Wit Us" (featuring Daz Dillinger)         | —                           | 62                          | —                           | Tha Streetz Iz a Mutha       |
| 2000.  | "Welcome Home" (featuring LaToiya Williams)         | —                           | —                           | —                           | Tha Streetz Iz a Mutha       |
| 2001.  | "It's Over" (featuring Natina Reed)                 | —                           | 88                          | —                           | Space Boogie: Smoke Oddessey |
| 2006.  | "I Get High"                                        | —                           | —                           | —                           | Singl nije s albuma          |
| 2010.  | "I'm Burnt" (featuring Problem)                     | —                           | —                           | —                           | Streetlights                 |
| 2010.  | "In Gotti We Trust" (featuring Xzibit)              | —                           | —                           | —                           | Streetlights                 |
| 2010.  | "Questions" (featuring Uncle Chucc)                 | —                           | —                           | —                           | Streetlights                 |
| 2010.  | "Yessir"                                            | —                           | —                           | —                           | Streetlights                 |

### Kao gostujući izvođač
| Godina | Singl                               | Završne pozicije na top ljestvicama | Završne pozicije na top ljestvicama | Završne pozicije na top ljestvicama | Album         |
| Godina | Singl                               | SAD                                 | SAD R&B                             | SAD Rap                             | Album         |
| ------ | ----------------------------------- | ----------------------------------- | ----------------------------------- | ----------------------------------- | ------------- |
| 2007.  | "All We Smoke" (featuring J. Wells) | —                                   | —                                   | —                                   | Digital Smoke |

## Vanjske poveznice
- Diskografija
- Uspjeh na top ljestvicama